# Coalición de Antigüedades
La Coalición de Antigüedades (CA) es una organización no gubernamental que trabaja para detener el saqueo y el tráfico de antigüedades. Tiene su sede en Washington D. C.
La CA se fundó después de la Revolución egipcia en enero de 2011, cuando, en las semanas posteriores al levantamiento, los informes de crimen organizado encendieron líneas telefónicas de emergencia debido al saqueo de sitios antiguos, museos, almacenes, y lugares de culto.
Esta crisis de saqueo inspiró la creación de la Coalición Internacional para Proteger Antigüedades egipcias (ICPEA), que desarrolló una asociación público-privada con el Ministerio de Antigüedades de Egipto: el primero de su tipo.  La CA se fundó en el 2014 para albergar otras iniciativas similares al ICPEA y expandir su modelo a otros países en tiempos de crisis.

## Proyectos
La CA es líder en la campaña mundial contra el crimen cultural organizado del saqueo y el tráfico de arte antiguo. Esta industria ilícita está financiando el crimen organizado, los conflictos armados y el extremismo violento en todo el mundo. Está borrando nuestro pasado y amenazando nuestro futuro. La Coalición de Antigüedades se asocia con líderes de los sectores público y privado, y aborda la problemática del saqueo con fines de lucro. A través de investigación independiente y de colaboraciones externas, desarrolla e implementa soluciones innovadoras y prácticas, empoderando a las comunidades e incluso a los países en crisis.
La CA trabaja con expertos para analizar el comercio ilegal de antigüedades, que el Servicio de Investigación del Congreso ha nombrado como una fuente importante de financiamiento para el Estado islámico de Irak y el Levante. La CA también construye bases de datos arqueológicas, y organiza conferencias y mesas redondas, a veces con funcionarios de Oriente Medio responsables del comercio de antigüedades. En mayo de 2015, la Coalición de Antigüedades organizó la Conferencia De La Cultura Bajo Amenaza en El Cairo sobre el robo de antigüedades.

## Socios[5]
- Escuelas Americanas de Investigación Oriental
- Instituto Arqueológico de América
- Salvaguardando las Antigüedades Para Todos
- Centro de investigación estadounidense en Egipto
- ArtFraudInsights, LLC
- Sociedad de Asia
- Basilinna, LLC
- Instituto Arqueológico del Capitolio
- Consejo de Biblioteca y Recursos de Información
- Embajada de Egipto en EE. UU.
- Arqueología en peligro de extinción en El Oriente Medio y África del Norte] (EAMENA)
- Vigilancia del genocidio
- Jordania
- Hexagonal geoespacial
- Instituto de Oriente Medio
- Iniciativa de Protección del patrimonio
- Unite4Heritage
- Coalición de la Esperanza Global